# Cornel Puchianu
Cornel Dumitru Puchianu (* 27. Oktober 1989 in Brașov) ist ein rumänischer Biathlet und ehemaliger Skilangläufer.

## Karriere
Cornel Puchianu startet für CSS Predeal/CSAM Bucegi. Zunächst war er als Skilangläufer aktiv. Er gab sein internationales Debüt im Rahmen des European Youth Olympic Festival 2007 in Jaca, wo er 49. über 10 Kilometer Freistil und 55. über 7,5 Kilometer Klassisch wurde. Ab 2007 folgten weitere Einsätze, zunächst in FIS-Rennen, später auch im Balkan Cup, Alpencup und Slavic Cup. Mehrfach erreichte er Top-Ten-Resultate. Bei den Rennen der Nordischen Juniorenweltmeisterschaften 2009 in Le Praz-de-Lys-Sommand wurde Puchianu 49. über 10 Kilometer Freistil, 51. im Verfolgungsrennen sowie 62. in der Klassik-Sprintqualifikation. Seine letzten Rennen bestritt er im Skilanglauf 2010. Danach wechselte er zum Biathlonsport. Bei der Militär-Skiweltmeisterschaft 2010 in Brusson und Cogne startete er schon im Skilanglauf und im Biathlon und wurde 39. über 15 Kilometer Freistil und Neunter mit Vasile Sneaga, Ștefan Gavrilă und Cristian Marian Moșoiu im Militärpatrouillenrennen.
Seit Beginn der Saison 2012/13 kommt er regelmäßig im Biathlon zum Einsatz. In Idre erreichte er bei seinen ersten Rennen, zwei Sprints, die Ränge 77 und 88. In Beitostølen erreichte er mit Rang 66 in einem Sprint sein bislang bestes Resultat in der Rennserie. Wenig später bestritt er in Hochfilzen auch sein erstes Rennen im Biathlon-Weltcup und wurde an der Seite von Remus Faur, Ștefan Gavrilă und Roland Gerbacea 25. mit der rumänischen Staffel. Seine ersten Einzelrennen im Weltcup bestritt Puchianu im Rahmen der Biathlon-Weltmeisterschaften 2013 in Nové Město na Moravě, wo er 76. des Einzels und 75. des Sprints wurde. Im Mixed-Staffelrennen wurde er mit Réka Ferencz, Luminița Pișcoran und Ștefan Gavrilă zudem 21., im Staffelrennen der Männer mit Faur, Gavrilă und Gerbacea 19. Beide Male war er Schlussläufer und die Staffeln wurden überrundet.
Bei seinem bisherigen Karrierehöhepunkt, den Olympischen Spielen 2014 in Sotschi, konnte Puchianu gleich seine beste Platzierung in der Weltspitze erreichen: Platz 30 im Sprint. Zum Auftakt der Saison 2014/15 gewann der Rumäne bei einem Einzel in Östersund als 28. erstmals Weltcuppunkte.
2018 nahm Puchianu an seinen zweiten Olympischen Spielen teil. In Pyeongchang wurde er im Sprint 60., in der Verfolgung 58. und im Einzel 55.

## Statistiken

### Weltcupplatzierungen
Die Tabelle zeigt alle Platzierungen (je nach Austragungsjahr einschließlich Olympische Spiele und Weltmeisterschaften).
- 1.–3. Platz: Anzahl der Podiumsplatzierungen
- Top 10: Anzahl der Platzierungen unter den ersten zehn (einschließlich Podium)
- Punkteränge: Anzahl der Platzierungen innerhalb der Punkteränge (einschließlich Podium und Top 10)
- Starts: Anzahl gelaufener Rennen in der jeweiligen Disziplin
- Staffel: inklusive Mixed- und Single-Mixed-Staffeln

| Platzierung                    | Einzel | Sprint | Verfolgung | Massenstart | Staffel | Gesamt |
| ------------------------------ | ------ | ------ | ---------- | ----------- | ------- | ------ |
| 1. Platz                       |        |        |            |             |         |        |
| 2. Platz                       |        |        |            |             |         |        |
| 3. Platz                       |        |        |            |             |         |        |
| Top 10                         |        |        |            |             | 1       | 1      |
| Punkteränge                    | 2      | 9      | 3          |             | 65      | 79     |
| Starts                         | 20     | 73     | 17         |             | 66      | 176    |
| Stand: nach der Saison 2022/23 |        |        |            |             |         |        |

### Olympische Winterspiele
Ergebnisse bei Olympischen Winterspielen:
|                                             | Einzelwettbewerbe | Einzelwettbewerbe | Einzelwettbewerbe | Einzelwettbewerbe | Staffelwettbewerbe | Staffelwettbewerbe |
| Sprint                                      | Verfolgung        | Einzel            | Massenstart       | Herrenstaffel     | Mixedstaffel       |                    |
| ------------------------------------------- | ----------------- | ----------------- | ----------------- | ----------------- | ------------------ | ------------------ |
| Olympische Winterspiele 2014 \| Sotschi     | 30.               | 47.               | 59.               | –                 | –                  | –                  |
| Olympische Winterspiele 2018 \| Pyeongchang | 60.               | 58.               | 55.               | –                 | 14.                | –                  |